# 陽猛
陽 猛（よう もう、生没年不詳）は、北魏末から西魏にかけての軍人。本貫は上洛郡邑陽県。

## 経歴
上庸郡太守の陽斌の子として生まれた。北魏の正光年間、万俟醜奴が関右で反乱を起こすと、朝廷に襄威将軍・大谷鎮将として抜擢され、胡城県令を兼ねて、万俟醜奴の攻撃を防いだ。529年（永安2年）、元顥が洛陽に入り、孝荘帝が河内に避難すると、陽猛は范陽王元誨をかくまって保護した。孝荘帝が洛陽に帰還した後、広陵王元恭を保護した。孝武帝が即位すると、征虜将軍の位を受け、河北郡太守を代行した。まもなく安西将軍・華山郡太守に転じた。
孝武帝が関中に入ると、陽猛は部下を率いて潼関に駐屯し、郃陽県伯に封じられた。潼関を失陥すると、善渚谷に柵を立て、兵を徴集した。征東将軍・揚州刺史・大都督・武衛将軍に任じられ、善渚に駐屯した。537年（大統3年）、東魏の竇泰の襲撃を受け、単身で脱出した。1000人の兵を任され、牛尾堡を守った。宇文泰が竇泰を捕らえると、陽猛はまた別に東魏の弘農郡太守の淳于業を捕らえた。後に病没した。華洛揚三州刺史の位を追贈された。
子に陽雄があった。

## 伝記資料
- 『周書』巻44 列伝第36
- 『北史』巻66 列伝第54